# Emmen (Elveția)
Emmen este comunitate politică cu 27.580 de locuitori situată în cantonul Lucerna, Elveția.